# Raúl Fernández (athlétisme)
Raúl Fernández Pavón, né le 8 mars 1978 à Brenes, est un athlète espagnol, spécialiste du saut en longueur.

## Biographie
Il se classe deuxième des Championnats du monde juniors de 1996, à Sydney, derrière l'Ukrainien Oleksiy Lukashevych, et obtient une nouvelle médaille d'argent lors des Championnats d'Europe juniors de 1997.
En 2002, Raúl Fernández remporte le titre des Championnats d'Europe en salle de Vienne, en Autriche, en établissant la meilleure performance de sa carrière avec la marque de 8,22 m. Il devance son compatriote Yago Lamela et le Bulgare Petar Datchev. 
Son record personnel en plein air, établi le 10 juillet 2002 à Monachil, est de 8,26 m.

### Palmarès
| Date | Compétition                    | Lieu      | Résultat | Marque |
| ---- | ------------------------------ | --------- | -------- | ------ |
| 1996 | Championnats du monde juniors  | Sydney    | 2e       | 7,75 m |
| 1997 | Championnats d'Europe juniors  | Ljubljana | 2e       | 7,90 m |
| 2002 | Championnats d'Europe en salle | Vienne    | 1er      | 8,22 m |
| 2002 | Championnats d'Europe          | Munich    | 9e       | 7,69 m |

### Records
| Épreuve          | Épreuve   | Performance | Lieu     | Date            |
| ---------------- | --------- | ----------- | -------- | --------------- |
| Saut en longueur | Plein air | 8,26 m      | Monachil | 10 juillet 2002 |
| Saut en longueur | Salle     | 8,22 m      | Vienne   | 2 mars 2002     |